# Pamphile från Epidauros

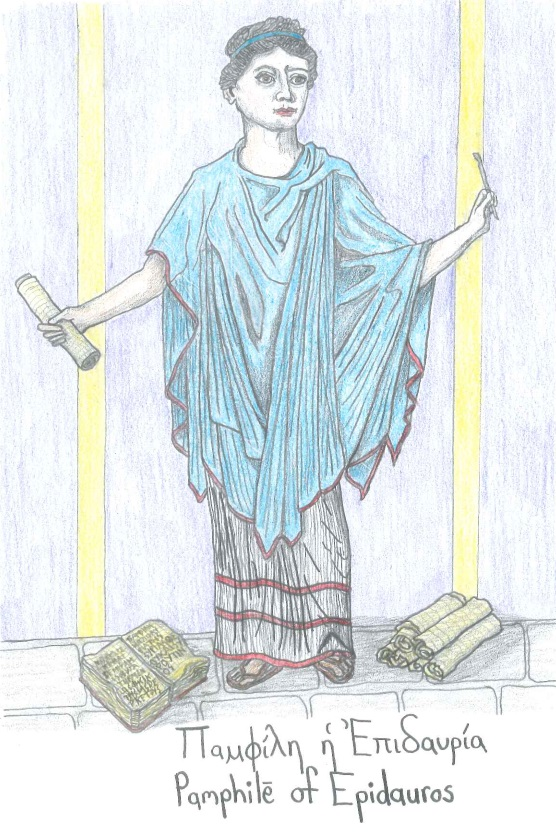
Tänkt porträtt av Pamphile, blyertsteckning av Spencer A. McDaniel

Pamphile från Epidauros (även stavat Pamphila) var en grekiskspråkig historiker av egyptiskt ursprung i Romarriket under kejsar Neros regeringstid. Hon skrev flera böcker som med ett möjligt undantag har gått förlorade, men citeras regelbundet av senare antika författare. Med sitt anekdotiska historieverk i 33 böcker var hon en av de första kvinnliga historikerna.
Enligt encyklopedin Suda var hon från Epidauros, men Fotios nämner att hon var egyptier till ursprunget. Suda är dock motsägelsefull när det kommer till hennes relation till grammatikern Soteridas, då den i ett uppslagsord anger honom som hennes far och i ett annat som hennes make.
Pamphile är mest känd för ett anekdotiskt historieverk i 33 böcker, som citerades flitigt av Aulus Gellius och Diogenes Laertios. Enligt Suda skrev hon även en sammanfattning av Ktesias i tre böcker, och ett stort antal sammanfattningar av andra historieverk samt avhandlingar. Det är möjligt att hon dessutom författade Tractatus De Mulieribus, en anonym antik historiebok om kvinnliga krigare. Fakta som kan tyda på detta är att två av exemplen i boken kommer från Ktesias' historieböcker, och att ordningen av verket och stilen stämmer överens med hur Fotios beskriver hennes historier.